# Bernard Henrichs
Bernard Henrichs (* 10. November 1928 in Opladen; † 27. März 2007 in Köln) war ein katholischer Priester, der durch seinen Humor, seine Schlagfertigkeit und seine Menschlichkeit, mit der er den sprichwörtlichen „Rheinischen Katholizismus“ verkörperte, auch überregional bekannt wurde. Von 1985 bis zu seiner Emeritierung am 2. Februar 2004 war Henrichs Dompropst der Hohen Domkirche zu Köln.

## Leben
Bernard Leo Martin Henrichs wurde am 10. November 1928 in Opladen geboren. Nach seinem Theologiestudium in Bonn, München und Bensberg empfing er am 23. Februar 1956 durch den Kölner Erzbischof Joseph Kardinal Frings in St. Heribert, Köln-Deutz die Priesterweihe. Anschließend war er bis 1959 Kaplan an St. Michael in Velbert-Langenberg. Nach Tätigkeiten in Düsseldorf als Religionslehrer am Städtischen Cecilien-Gymnasium sowie als Subsidiar an St. Josef, Oberbilk, und St. Anna, Niederkassel, wurde Henrichs 1963 Pfarrer der Katholischen Hochschulgemeinde in Bonn. In diesem Amt übernahm er 1966 den Vorsitz der Deutschen Studentenpfarrer-Konferenz und 1968 den des Katholischen Akademischen Ausländer-Dienstes. Die Deutsche Bischofskonferenz berief ihn im gleichen Jahr zum Berater der Kommission für Fragen der Wissenschaft und Kultur. Henrichs kehrte 1970 als Pfarrer an St. Paulus nach Düsseldorf zurück und wurde 1972 Stadtdechant der Landeshauptstadt. 1973 ernannte ihn der Papst zum Kaplan Seiner Heiligkeit mit dem Titel Monsignore, 1982 zum Päpstlichen Ehrenprälaten und 1993 zum Apostolischen Protonotar.
Dem Kölner Domkapitel gehörte Henrichs bereits seit 1977 als nichtresidierender Domkapitular an. Im November 1984 verließ Henrichs Düsseldorf, um in Köln die Leitung der Hauptabteilung Schule/Hochschule im Generalvikariat zu übernehmen. Zugleich wurde er zum stellvertretenden Generalvikar ernannt. Das Domkapitel wählte ihn am 11. März 1985 zum Dompropst. Neben seinen Aufgaben als Seelsorger war Prälat Henrichs in zahlreichen Gremien auf diözesaner und überdiözesaner Ebene tätig.
Nach Heinz Werner Ketzer war Henrichs 1996 der zweite Kölner Dompropst, der zum Ritter des „Ordens wider den tierischen Ernst“ berufen wurde. Er erhielt die Auszeichnung, weil er Fürbitte im Hohen Dom für den stadtbekannten Mitbürger aus dem Milieu Heinrich Schäfer, bekannt als „Schäfers Nas“, zum Dank für dessen Hilfe bei der Wiederbeschaffung eines gestohlenen Domschatz-Kreuzes leistete. Die Laudatio hielt Ritter Johannes Rau.
1972 wurde Bernard Henrichs vom Kardinal-Großmeister Maximilien Kardinal de Fürstenberg zum Ritter des Ritterordens vom Heiligen Grab zu Jerusalem ernannt und am 9. Dezember 1972 im Aachener Kaiserdom durch Lorenz Kardinal Jaeger, Großprior der deutschen Statthalterei, und Hermann Josef Abs, Statthalter in Deutschland, investiert. Er war Offizier des Ordens. Er wurde mit dem Verdienstkreuz mit goldenem Stern des Ritterordens vom Heiligen Grab zu Jerusalem in Deutschland geehrt.
Er war zudem Mitglied der katholischen Studentenvereine Suevia Köln und Flamberg Bonn im KV.
Henrichs wurde am 4. April 2007 nach feierlichen Exequien von der Marienkapelle an der Burgmauer in den Hohen Dom zu Köln überführt und anschließend auf dem Domherrenfriedhof am Ostchor der Kathedrale beigesetzt.

## Wirken
Als Kölner Dompropst begleitete er die Arbeiten der Kölner Dombauhütte und Dombauverwaltung zur Instandhaltung des Domes und seiner künstlerischen Ausstattung. In seine Amtszeit fielen der Neubau und die Einrichtung der Domschatzkammer, die Neugestaltung der Wittelsbacher Gruft unter der Achskapelle des Domes, der Einbau der Schwalbennestorgel im Langhaus der Bonner Orgelbaufirma Klais sowie die Restaurierung der Querhausorgel und deren Reorganisation. Daneben verantwortete er die schrittweise Wiedereinsetzung der Domverglasung des 19. Jahrhunderts. Sein besonderes Anliegen war stets die würdige Gestaltung und Nutzung des Roncalliplatzes (Domplatte) und anderer Bereiche der Domumgebung. 
Als Kölner Dompropst begleitete er die Weiterentwicklung der gesamten Dommusik am Hohen Dom zu Köln maßgeblich. Dazu zählen die Gründung der Kölner Domsingschule und der Musikschule des Kölner Domchores, den Bau des Kardinal-Höffner-Hauses als Chorzentrum des Domes, die Gründung von Mädchenchor am Kölner Dom, der Domkantorei Köln und Kölner Domkapelle sowie des Vokalensembles Kölner Dom. 
2001 machte er von sich reden, als er vergeblich Protest gegen eine Briefmarke aus der deutschen Dauermarkenserie Sehenswürdigkeiten einlegte, auf der fälschlicherweise nicht der echte Kölner Dom, sondern eine nicht realisierte Planung aus dem Jahre 1831 abgebildet ist. Auf der Marke war nämlich zwischen den beiden Türmen ein dritter zu sehen, der nie gebaut wurde. Heute befindet sich an der Stelle ein schlanker Dachreiter. In einem offenen Brief an den damaligen Bundesminister der Finanzen Hans Eichel (SPD) hatte Henrichs appelliert, die Briefmarke „nicht in den Verkehr zu bringen“. Denn „auch mit Entschuldigungen künstlerischer Freiheit lässt sich eine solche Ansicht des Doms nicht begründen“.
Daneben ging er Politiker, Stadtplaner und Architekten bei seinen vor Ironie tropfenden verbalen Rundgängen um den Dom an: „Die Stadt ist so verbunden mit dem Dom, dass sie ihn schon gar nicht mehr sieht.“ Ihre Wertschätzung zeige sich daran, dass sie ihn bezuschusse – „mit etwas weniger, als der Karnevalszug erhält“. Die 2001 zwischen Hauptbahnhof und Dom geplante große Treppe („Die ist ja wie gemacht, um sich darauf zu setzen – mit Hunden, mit Bierdosen und mit allem!“) missfiel ihm ebenso wie die „Bierentlastungszonen“ im Osten des Doms („Das stinkt abscheulich!“) und das glitschige, rote Pflaster im Bereich des Museums („Das ist erste Klasse – um darauf zu fallen!“). Wenn er den Süden betrachte, könne er sich nur wundern, dass die Stadt immer neue Museen bauen könne, wo sie doch beteuere, kein Geld zu haben. Den Roncalliplatz bezeichnete er als Spielwiese („Skaten, Kirmes, Konzerte“), die dem Ansehen des Doms nicht gerecht werde und den Westen als Fotografiermeile mit dem Scheusal „Kreuzblume“. Im Schatten des Domes sei ein „völlig stilloser Betongarten“ entstanden, der von den Menschen nicht angenommen werde. Köln sei nun mal die Domstadt, und daher sei es endlich an der Zeit, eine Gesamtidee zu entwickeln – so sein Credo.

## Ehrungen
- 1972: Ritter vom Heiligen Grab (Rangerhöhung zum Offizier)
- 1985: Bundesverdienstkreuz Erster Klasse
- 1996: Orden wider den tierischen Ernst
- 2002: Großes Verdienstkreuz des Verdienstordens der Bundesrepublik Deutschland
- 2003: Träger des Närrischen Maulkorbs der karnevalistischen Dachverbände aus Neuss, Düsseldorf und Mönchengladbach
- 2004: Eintragung in das Goldene Buch der Stadt Köln
- Ehrenmeister der Bäcker-Innung für die Stadt Köln und den Rhein-Erft-Kreis

## Schriften
- als Herausgeber: Düsseldorf. Stadt und Kirche. Schwann, Düsseldorf 1982, ISBN 3-590-30242-9.

| Vorgänger    | Amt                         | Nachfolger       |
| ------------ | --------------------------- | ---------------- |
| Hubert Henze | Dompropst zu Köln 1985–2004 | Norbert Feldhoff |

| Personendaten    | Personendaten                           |
| ---------------- | --------------------------------------- |
| NAME             | Henrichs, Bernard                       |
| KURZBESCHREIBUNG | katholischer Priester, Kölner Dompropst |
| GEBURTSDATUM     | 10. November 1928                       |
| GEBURTSORT       | Opladen                                 |
| STERBEDATUM      | 27. März 2007                           |
| STERBEORT        | Köln                                    |